# تشبقلو (ميانة)
تشبقلو هي قرية في مقاطعة ميانة، إيران. عدد سكان هذه القرية هو 79 في سنة 2006.